# Samuel Brown (Maschinenbauingenieur)

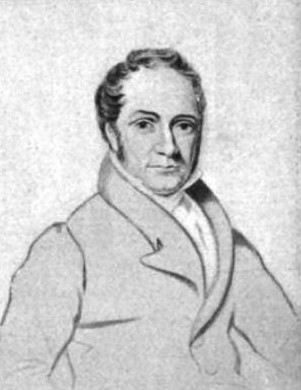
Samuel Brown

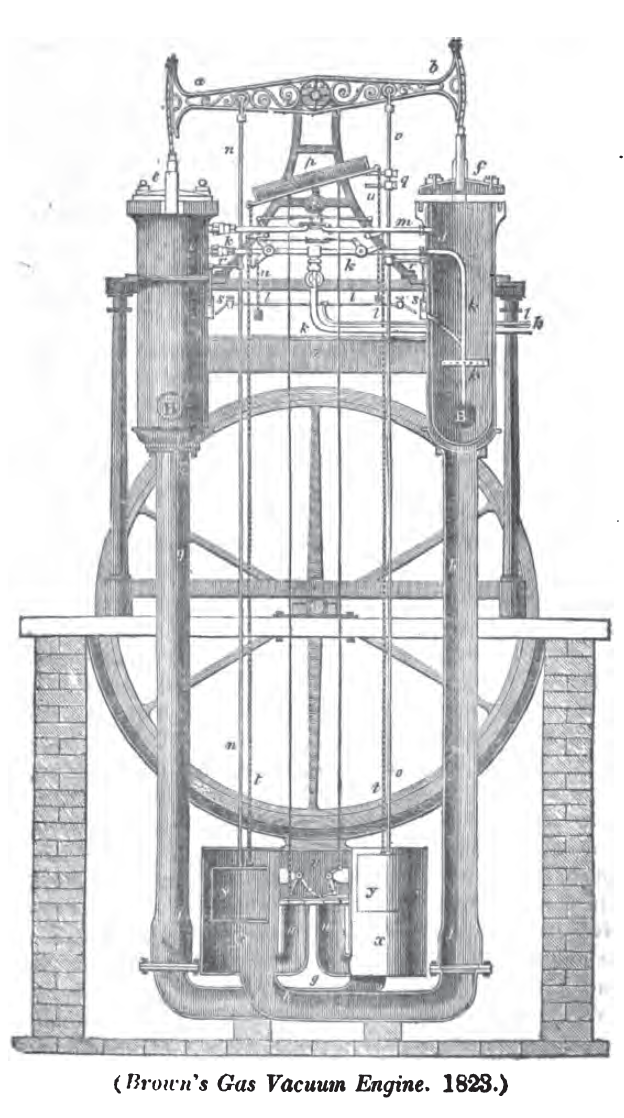
Browns Gasvakuummaschine von 1823

Samuel Brown († 1849) war ein englischer Ingenieur und Erfinder, der am Anfang des 19. Jahrhunderts als einer der ersten einen Verbrennungsmotor bzw. Gasmotor mit Wasserstoff als Brennstoff entwickelte.
Brown, ein Böttcher von Beruf (er ließ auch Verbesserungen für Maschinen zur Herstellung von Fässern und anderen Behältern patentieren), wurde als „Vater der Gasturbine“ beschrieben. Während er von 1825 bis 1835 in der Eagle Lodge in Brompton in West-London wohnte, entwickelte er die erste funktionierende Gasturbine, die ein mechanischer Erfolg war. Er baute zwei Maschinen zu Demonstrationszwecken auf dem Grundstück der Lodge auf.

## Browns Gasmotor
In zwei Patentschriften vom 4. Dezember 1823 und 22. April 1826 schlug Brown vor, eine geschlossene Kammer mit einer Gasflamme zu füllen und so die Luft auszustoßen; dann schlug er die Flamme nieder, indem er Wasser einspritzte und betrieb eine Turbine beim Einströmen der Luft in das so entstandene Teilvakuum. Die Idee war offenbar von James Watts Dampfmaschine abgeschaut, wobei er eine Flamme verwendete anstelle von Dampf, um das Vakuum zu erzeugen. 
Brown entwarf später (um 1826) eine Maschine, die Wasserstoff als Brennstoff benutzte – ein frühes Beispiel für eine Verbrennungsmaschine. Sie basierte auf einer alten Dampfmaschine von Thomas Newcomen, hatte einen separaten Verbrennungs- und Arbeitszylinder, und wurde mit Wasser gekühlt, das in einer Ummantelung oder Verkleidung um den Zylinder herum zirkulierte. Das Wasser wurde von einer Pumpe in Bewegung gehalten und im Kontakt mit der Außenluft gekühlt. 1825 gründete Brown eine Firma, um die Maschine zu produzieren. 
Sie hatte einen Hubraum von 8800 cm³, aber erreichte nur 4 PS. Er testete die Maschine, indem er am 27. Mai 1826 damit ein Fahrzeug antrieb, das den Shooter's Hill hinauf fuhr. Der große Aufwand, der zum Betrieb der Gasvakuummaschine nötig war, verhinderte aber ihre Anwendung.
Zitat:
„In 1826, Mr. Samuel Brown applied his gas-vacuum engine ... to a carriage, and ascended Shooter's hill to the satisfaction of numerous spectators. The great expense, however, which attended the working of a gas-vacuum engine, prevented its adoption.“
Die Maschine wurde auch dazu verwendet, Wasser zu pumpen und ein Flussboot anzutreiben. Brown gründete ein Unternehmen, um Maschinen für Boote und Flusskähne zu produzieren, von denen eines eine Geschwindigkeit von 8 Meilen pro Stunde flussaufwärts erreicht haben soll. Das Unternehmen war nicht erfolgreich, obwohl dies mehr an der Gasversorgung gelegen haben könnte als an der Maschine selbst.